# NGC 529
NGC 529 في الفهرس العام الجديد، هي مجرة محدبة، تقع في كوكبة المرأة المسلسلة. اكتشفت في 17 نوفمبر 1827 بواسطة جون هيرشل.

## روابط خارجية
- NGC 529 على موقع ويكي سكاي: DSS2, SDSS, GALEX, IRAS, Hydrogen α, X-Ray, Astrophoto, Sky Map, Articles and images